# Aitolien

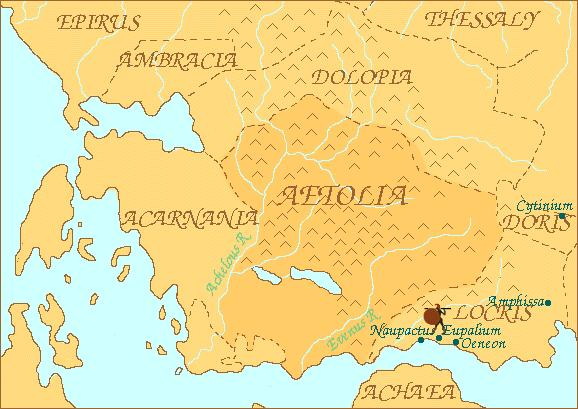
Det forntida landskapet Aitolien

Aitolien (på klassisk grekiska Αἰτωλία, latin Aetolia) var ett forntida landskap i Grekland. Näst Akarnanien, från vilket det skildes genom floden Acheloos (nu Aspros eller Aspropotamos), var Aitolien det västligaste landskapet i antikens Grekland. Det låg vid Korintiska viken. Enligt sagan fick området sitt namn efter Endymions son Aitolos, som skall ha invandrat dit från Elis. Landet var vid kusten och längs floderna Acheloos och Evenos (nu Fidares) jämnt och fruktbart, men för övrigt ett vilt och skogbevuxet bergland, genomdraget av bergskedjorna Arakynthos (nu Zygos), söder om sjön Trichonios, Panaitolion (nu Plokapari) samt, längst i norr, Tymfrestos och Korax, en sydlig fortsättning av Pindos. Städerna var få; de viktigaste var Thermon, Kalydon, Pleyron och Chalkis (inte att förväxla med Chalkis på Euboia).
Aitolierna tog inte någon större del i grekernas samhällsliv före den allmänna omstörtningen efter Alexander den stores död. De slöt sig då allt närmare tillsammans och var de enda bland grekerna som med framgång kunde motstå makedonierna. Omkring 280 f.Kr. kan det Aitoliska förbundet, som omfattade flertalet av mellersta Greklands stater, anses färdigbildat. Liksom i det akaiska förbundet stod en strateg i spetsen för detta, och aitolernas gemensamma angelägenheter avgjordes på en förbundsförsamling (Panaitolikon) i Thermon. Aitolerna utbildade sig alltmer till ett krigarfolk, som ställde sina vapen till deras tjänst, med vilkas hjälp de hoppades att vinna någon fördel. Deras historia är mestadels en berättelse om plundringståg som de företog i Hellas och på Peloponnesos, och om krig, som de förde än med och än mot det akaiska förbundet samt mot Makedonien, Sparta och Rom. Av det sistnämnda blev aitolerna, som med seleukiden Antiochos III av Syrien slutit förbund mot Rom, slutligen kuvade år 189 f.Kr., och det aitoliska förbundet upplöstes efter slaget vid Pydna 168 f.Kr. Efter några år av oreda och inre strider delade aitolerna de övriga grekernas öde och blev romerska undersåtar år 146 f.Kr.
I det nutida Grekland utgör Aitolien tillsammans med Akarnanien prefekturen Aitolien och Akarnanien.